# Twenty Four Hours from Tulsa
Twenty Four Hours from Tulsa är en poplåt komponerad av Burt Bacharach och Hal David. Låten sjöngs in av Gene Pitney 1963, och utgavs som singel i oktober samma år. Den har även spelats in av artister som Jay and the Americans, Dusty Springfield (debutalbumet A Girl Called Dusty) och folkduon Ian and Sylvia.
Östen Warnerbring skrev en svensk text till låten som då fick titeln "Femton minuter från Eslöv". Låten medtogs på albumet Du gör livet till en sång 1969.

## Listplaceringar, Gene Pitney
| Lista (1963–1964) | Position               |
| ----------------- | ---------------------- |
| Irland            | 4                      |
| Storbritannien    | 5                      |
| Sverige           | 18 (Kvällstoppen)      |
| USA               | 17 (Billboard Hot 100) |